# Regal (Minnesota)
Pour les articles homonymes, voir Regal.
Regal est une ville américaine située dans le Comté de Kandiyohi, dans le Minnesota. Selon le recensement de 2010, sa population est de 34 habitants.